# 埼玉県道・群馬県道301号妻沼小島太田線

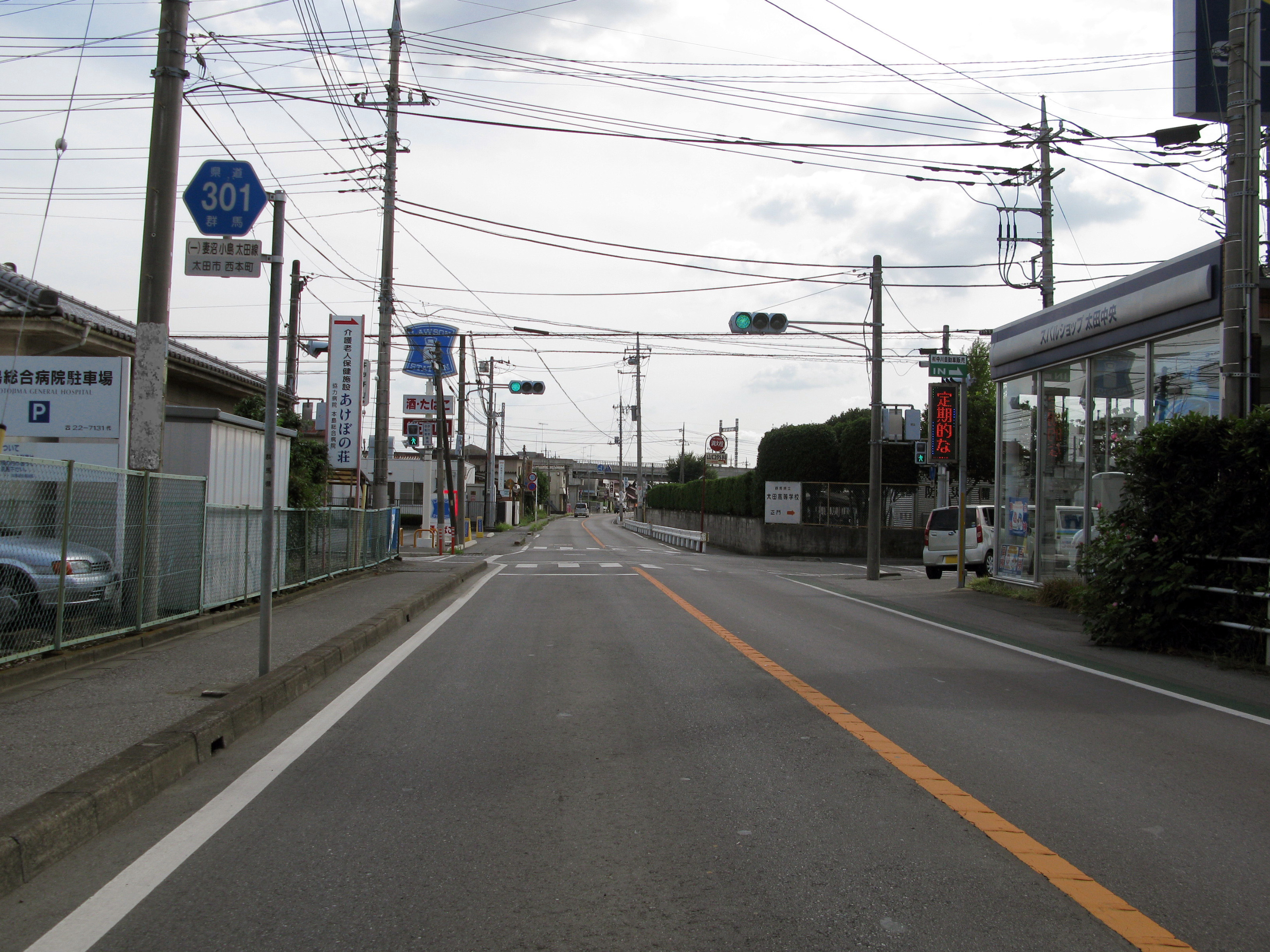
太田市西本町（2012年9月）

埼玉県道・群馬県道301号妻沼小島太田線（さいたまけんどう・ぐんまけんどう301ごう めぬまこじまおおたせん）は、埼玉県熊谷市妻沼小島から群馬県太田市西本町を結ぶ県道である。
埼玉・群馬県道ではあるが、埼玉県本土とは利根川で隔てられており、起点は熊谷市妻沼地区の飛び地であることから、実質群馬県道であるとも言える。

## 起点・終点
- 起点：埼玉県熊谷市妻沼小島（埼玉県道276号新堀尾島線交点）
- 終点：群馬県太田市西本町「西本町交差点」（群馬県道2号前橋館林線交点）

## 歴史
- 2007年（平成19年）4月1日、路線名を埼玉県道・群馬県道301号小島太田線から埼玉県道・群馬県道301号妻沼小島太田線へ変更。

## 通過する自治体

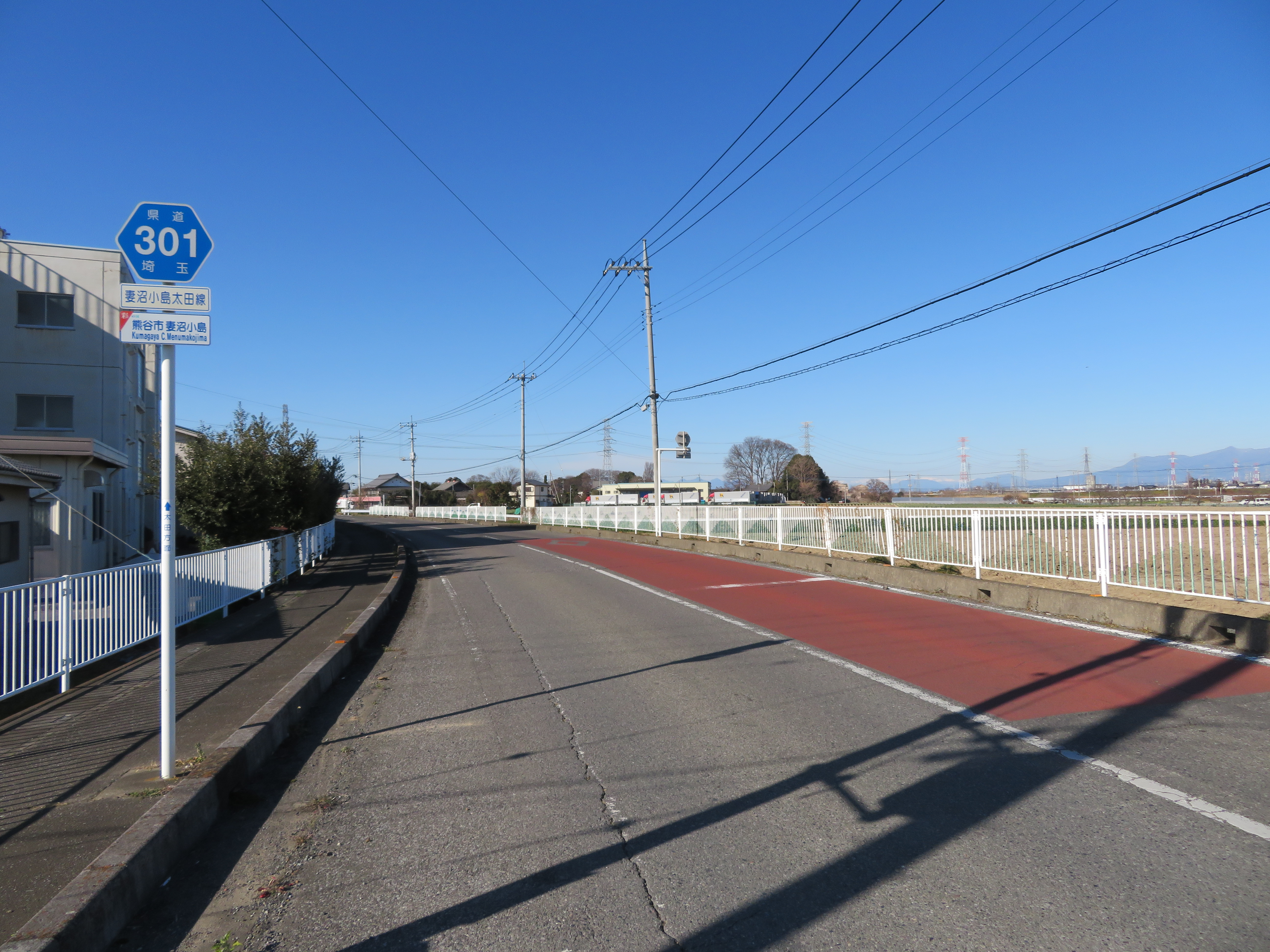
熊谷市妻沼小島付近

- 埼玉県
  - 熊谷市
- 群馬県
  - 太田市

## 交差する道路
- 埼玉県道276号新堀尾島線（埼玉県熊谷市妻沼小島）
- 群馬県道142号綿貫篠塚線（群馬県太田市牛沢町、牛沢）
- 国道354号太田バイパス（東毛広域幹線道路。群馬県太田市福沢町、福沢町北）
- 群馬県道323号鳥山竜舞線（群馬県太田市下浜田町、下浜田）
- 群馬県道2号前橋館林線（群馬県太田市西本町、西本町）

## 沿線
埼玉県
熊谷市
- 熊谷市役所小島公民館
- 熊谷市立小島中学校

群馬県
太田市
- 牛沢稲荷山古墳
- 太田市立沢野小学校
- 太田市福沢郵便局
- 太田市斎場
- 太田市労働組合協議会
- 太田市西本町郵便局